# Псыкод
Псыко́д (кабард.-черк. Псыкуэд — «полноводный») — село в Урванском районе Кабардино-Балкарской Республики.
Административный центр муниципального образования «Сельское поселение Псыкод».

## География
Село расположено в северо-восточной части Урванского района, в междуречье рек Новый Черек и Старый Кахун. Находится в 15 км в востоку от районного центра — Нарткала, в 9 км к юго-западу от Майского и в 42 км к северо-востоку от города Нальчик. В 1,5 к северо-западу от села расположена железнодорожной станция Кабардинка.
Граничит с землями населённых пунктов: Псынабо на юге, Кабардинка и Право-Урванский на северо-западе. На противоположном берегу реки находятся город Майский на северо-востоке и станица Котляревская на востоке.
Населённый пункт расположен на наклонной Кабардинской равнине, в переходной от предгорной в равнинную зоне республики. Рельеф местности имеет общий уклон с юго-запада на северо-восток и представляет собой в основном предгорные волнистые равнины, с бугристыми и курганными возвышенностями. Средние высоты на территории села составляют около 235 метров над уровнем моря.
Гидрографическая сеть представлена рекой Черек и его притоками Новый Черек и Старый Кахун. Уровень обеспечения местности водными ресурсами одна из самых высоких в республике. Глубина залегания грунтовых вод на территории сельского поселения составляют всего 1,5—2,5 метра. Многоводность местности и лежит в названии села. Псыкод в переводе с кабардино-черкесского языка означает — «полноводный» или «многоводный».
Климат влажный умеренный, с тёплым летом и прохладной зимой. Среднегодовая температура воздуха составляет +10,5°С, и колеблется от средних +23,0°С в июле, до средних -2,0°С в январе. Среднегодовое количество осадков составляет около 630 мм. Наибольшее количество осадков выпадает в период с апреля по июнь. Основные ветры — северо-западная и восточная.

## История
Селение было основано переселенцами из села Анзорей.
В 1925 году в переселенческом подсёлке Псыкод организовывали ревком.  В 1928 году село передано из Прималкинского в Урванский округ Кабардино-Балкарской автономной области.
К 1930 году в селе уже были построены первые объекты социальной инфраструктуры и колхоз.
В 1954 году Псыкод был административно подчинён Кахунскому сельскому Совету.
В 1958 году село вновь преобразован в самостоятельный сельский совет, с передачей в его состав посёлка «Восьмой километр» (ныне село Кабардинка). В том же году Псыкодский сельсовет был вновь упразднён и передан в состав Ново-Ивановского сельского Совета Майского района.
В 1963 году Псыкод возвращён в состав Урванского района и вновь преобразован в отдельный сельский Совет, с передачей в его состав посёлков Маздаха и «Восьмой километр».
В конце 1970-х годов в селе начали расселять возвращающихся с депортации из Средней Азии турок, которые не получив возможности вернуться на свою историческую родину — Месхетия в Южной Грузии, осели в некоторых регионах Северного Кавказа.
В 2001 году посёлок Маздаха был упразднён и включён в состав села Псыкод.

## Население
| 2002 | 2010  | 2021  |
| ---- | ----- | ----- |
| 1580 | ↘1527 | ↘1507 |

Национальный состав
По данным Всероссийской переписи населения 2002 года, 49 % населения села составляли турки, 46 % — кабардинцы.

По данным Всероссийской переписи 2021 года:
| Народ               | Численность, чел. | Доля от всего населения, % |
| ------------------- | ----------------- | -------------------------- |
| турки               | 844               | 56,00 %                    |
| кабардинцы          | 629               | 41,73 %                    |
| другие / не указано | 34                | 2,25 %                     |
| всего               | 1 507             | 100,0 %                    |

Поло-возрастной состав
По данным Всероссийской переписи населения 2010 года:
| Возраст     | Мужчины, чел. | Женщины, чел. | Общая численность, чел. | Доля от всего населения, % |
| ----------- | ------------- | ------------- | ----------------------- | -------------------------- |
| 0 — 14 лет  | 216           | 205           | 421                     | 27,6 %                     |
| 15 — 59 лет | 521           | 484           | 1 005                   | 65,8 %                     |
| от 60 лет   | 31            | 70            | 101                     | 6,6 %                      |
| Всего       | 768           | 759           | 1 527                   | 100,0 %                    |

Мужчины — 768 чел. (50,3 %). Женщины — 759 чел. (49,7 %).
Средний возраст населения — 28,8 лет. Медианный возраст населения — 25,0 лет.
Средний возраст мужчин — 28,2 лет. Медианный возраст мужчин — 25,1 лет.
Средний возраст женщин — 29,3 лет. Медианный возраст женщин — 24,9 лет.

## Местное самоуправление
Администрация сельского поселения Псыкод — село Псыкод, ул. Ленина, 13.
Структуру органов местного самоуправления сельского поселения составляют:
- Исполнительно-распорядительный орган — Местная администрация сельского поселения Псыкод. Состоит из 5 человек.
  - Глава администрации сельского поселения — Кашеев Аслан Мухамедович.
- Представительный орган — Совет местного самоуправления сельского поселения Псыкод. Состоит из 15 депутатов, избираемых на 5 лет.
  - Председатель Совета местного самоуправления сельского поселения — Кимова Мадина Ногмановна.

## Образование
- Средняя общеобразовательная школа № 1 — ул. Ленина, 1[11].
- Начальная школа Детский сад № 15 «Родничок» — ул. Ленина, 4.

## Здравоохранение
- Участковая больница — ул. Ленина, 5.

## Культура
- Дом культуры

Общественно-политические организации:
- Адыгэ Хасэ
- Совет ветеранов труда и войны

## Ислам
- Сельская мечеть — ул. Ленина, 26.

## Экономика
Основу экономики села составляет сельское хозяйство. Из-за высокого обеспечения местности водными ресурсами, в сельском поселении высоко развиты разведения влаголюбивых растений.
Также в пределах сельского поселения находится один из крупнейших плодопитомников республики — плодопитомник «Кабардинский».

## Улицы
На территории села зарегистрировано 8 улиц и 4 переулка:
Улицы:

| 9 мая    |
| Гагарина |
| Канкошеа |

| Куашева    |
| Ленина     |
| Молодёжная |

| Орджоникидзе |
| Шогенцукова  |

Переулки:

| Дачный   |
| Лагерный |

| Озёрный |

| Тупиковый |